# Oxycarenus

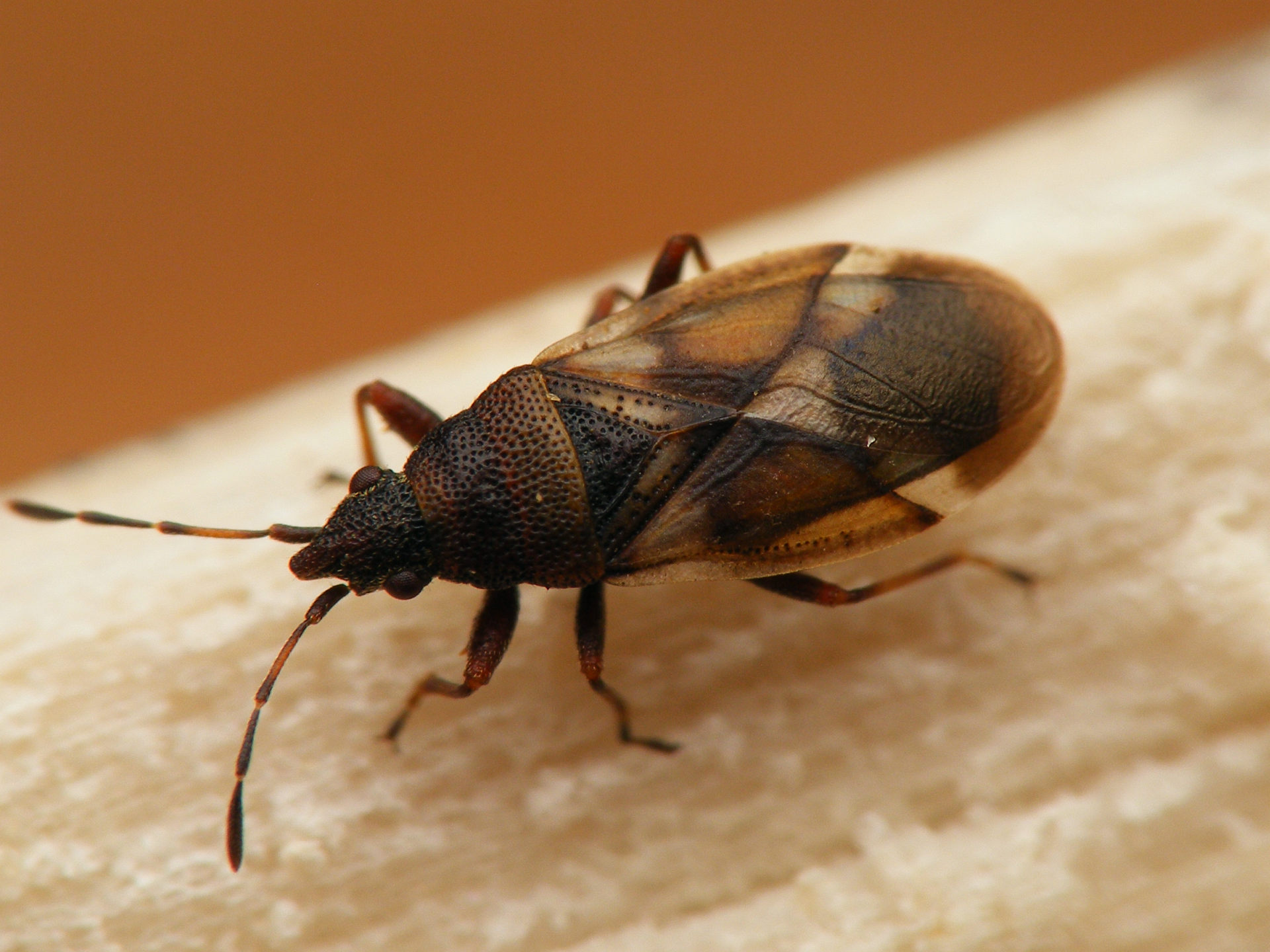
Oxycarenus modestus

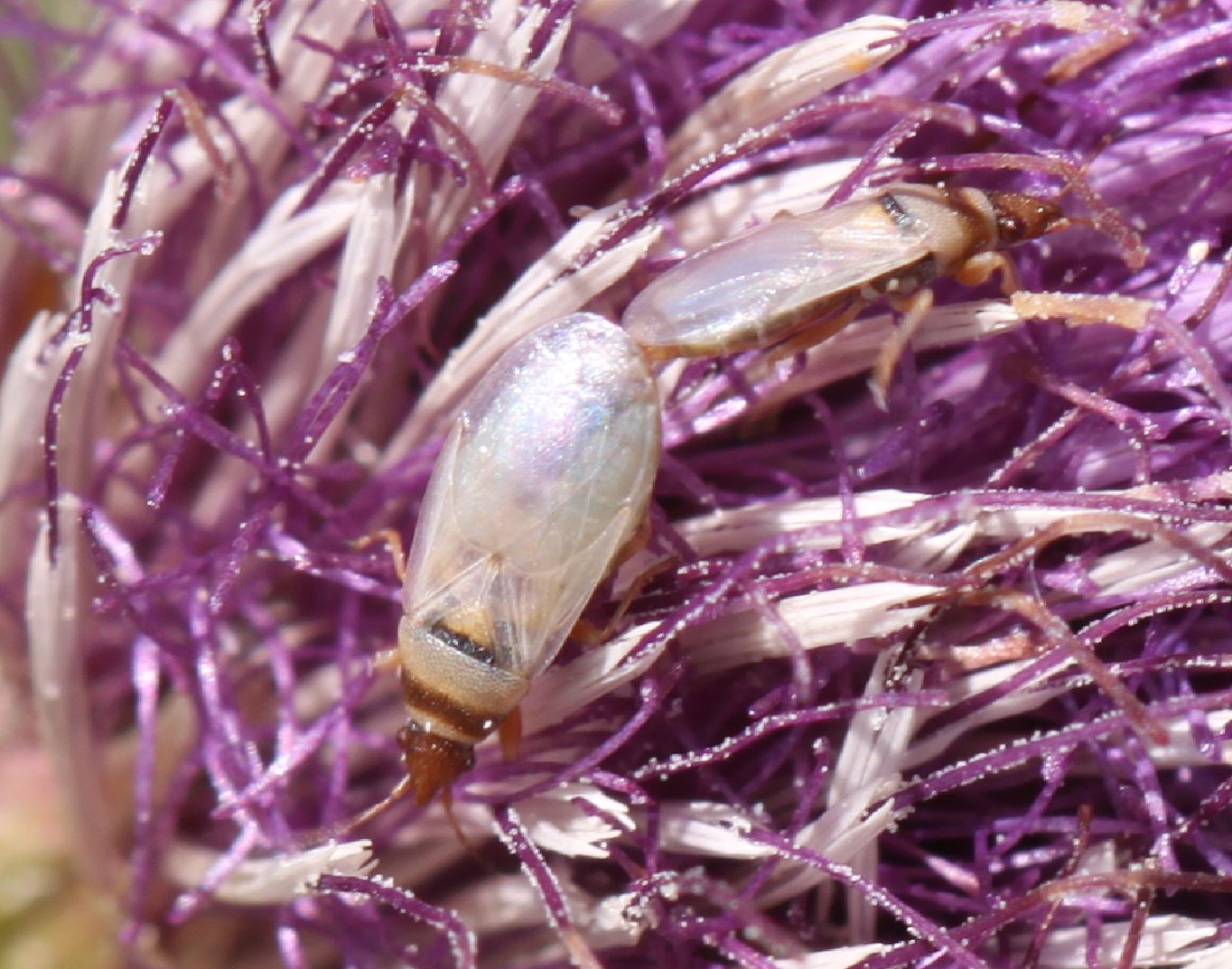
Kopulująca parka Oxycarenus pallens

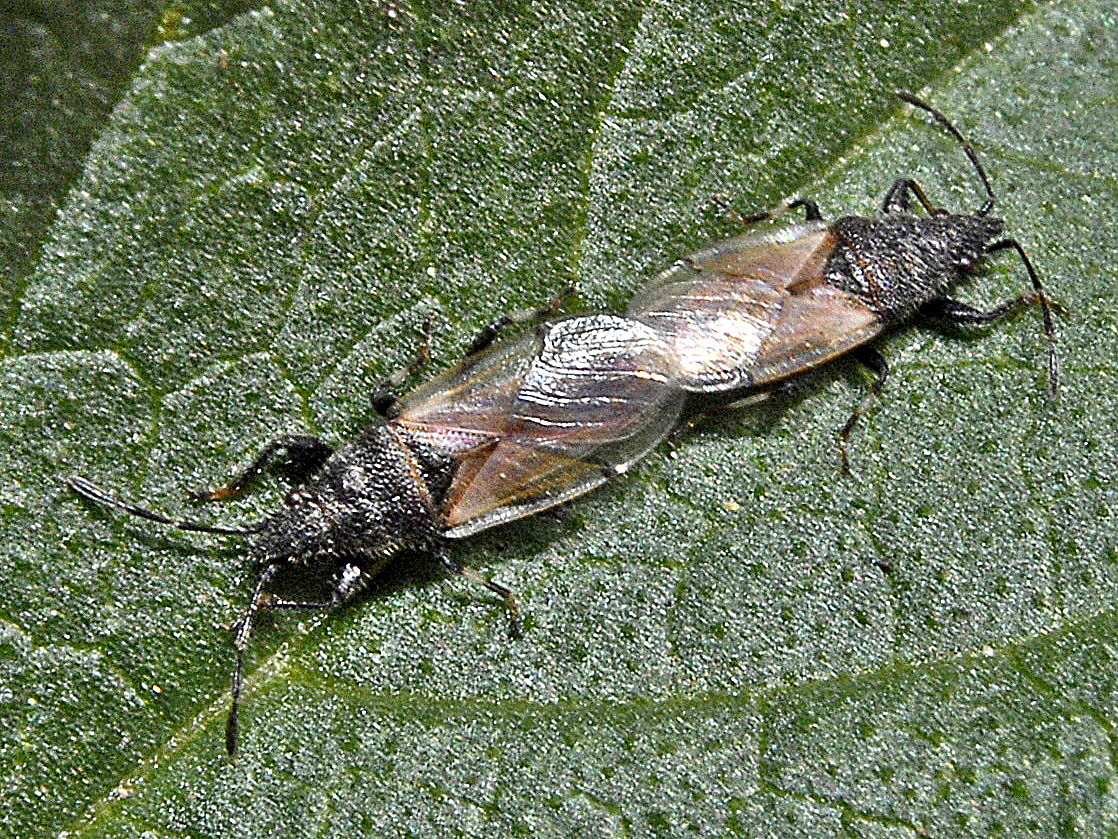
Kopulująca parka Oxycarenus hyalinipennis

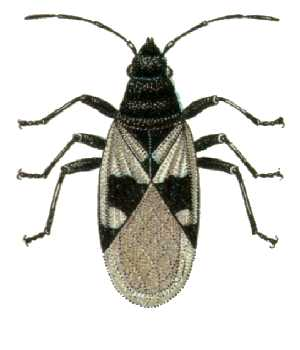
Ilustracja Oxycarenus luctuosus

Oxycarenus – rodzaj pluskwiaków z podrzędu różnoskrzydłych i rodziny skupieńcowatych. Obejmuje 57 opisanych gatunków.

## Morfologia i zasięg
Przedstawiciele Oxycarenus różnią się od pokrewnych rodzajów pierwszym członem czułków niewykraczającym poza przednią krawędź głowy, kłujką sięgającą ku tyłowi do bioder ostatniej pary odnóży lub jeszcze dalej oraz przednią parą odnóży o udach uzbrojonych w dwa kolce dużych rozmiarów i jeden lub więcej kolców znacznie mniejszych. W podrodzaju Pseudoxycarenus ciało jest spłaszczone, z głową niemal tak długą jak przedplecze. U pozostałych podrodzajów ciało nie jest spłaszczone, a długość głowy jest znacznie mniejsza niż przedplecza. Krawędzie boczne przedplecza w podrodzaju nominatywnym są faliste, zaś u Euoxycarenus proste. Półpokrywy u Euoxycarenus mają linię oddzielającą przykrywkę od zakrywki wyraźnie zakrzywioną, podczas gdy u podrodzaju nominatywnego jest ona prosta lub niemal prosta. Różnice między podrodzajami występują też w genitaliach samców. Pseudoxycarenus ma edeagus z wyraźnym płatem wezykalnym i drugim sklerytem, podczas gdy u pozostałych podrodzajów brak tych struktur. W wezyce Euoxycarenus występują dwa błoniaste wyrostki umieszczone grzbietowo. W wezyce podrodzaju nominatywnego brak jest błoniastych wyrostków.
W Europie rodzaj ten reprezentują 4 gatunki, z których w Polsce stwierdzono 3: skupieńca lipowego, O. pallens i O. modestus – tylko ten ostatni należy do fauny rodzimej tego kraju.

## Taksonomia
Takson ten wprowadzony został po raz pierwszy w 1833 roku przez Carla Wilhelma Hahna pod nazwą Stenogaster. Nazwa ta była jednak wcześniej wykorzystana dla innego rodzaju, stąd za ważną uznaje się wprowadzoną w 1837 roku przez Franza Xavera Fiebera nazwę Oxycarenus. Gatunkiem typowym wyznaczono Stenogaster tardus (nazwa zsynonimizowana z O. lavaterae). W 1969 roku O. Samy podzielił ten rodzaj na trzy podrodzaje. Dotychczas opisano 57 należących doń gatunków:
- podrodzaj: Euoxycarenus Samy, 1969
  - Oxycarenus luteolus Hoberlandt, 1943
  - Oxycarenus meneghetti Mancini, 1956
  - Oxycarenus pallens (Herrich-Schaeffer, 1850)
- podrodzaj: Oxycarenus Fieber, 1837
  - Oxycarenus albidipennis Stal, 1855
  - Oxycarenus amphibia (Montrouzier, 1865)
  - Oxycarenus amygdali Distant, 1914
  - Oxycarenus annulipes (Germar, 1837)
  - Oxycarenus arctatus (Walker, 1872)
  - Oxycarenus bakalae Samy, 1969
  - Oxycarenus bicolor Fieber, 1852
  - Oxycarenus bicoloratus Bergroth, 1918
  - Oxycarenus bokalae Samy, 1969
  - Oxycarenus breddini Bergroth, 1905
  - Oxycarenus brunneus Samy, 1969
  - Oxycarenus brunneus Zheng, Zou & Hsiao, 1979
  - Oxycarenus congoensis Samy, 1969
  - Oxycarenus cruciatus Linnavuori, 1978
  - Oxycarenus dudgeoni Distant, 1906
  - Oxycarenus fieberi Stal, 1855
  - Oxycarenus fumigatus (Distant, 1913)
  - Oxycarenus gibbus Samy, 1969
  - Oxycarenus gossipinus Distant, 1906
  - Oxycarenus gossypii Horvath, 1926
  - Oxycarenus hirsutus (Montrouzier, 1865)
  - Oxycarenus hyalinipennis (Costa, 1847)
  - Oxycarenus ibadanensis Samy, 1969
  - Oxycarenus izzardi Samy, 1969
  - Oxycarenus lacteus Kiritshenko, 1913
  - Oxycarenus laetus Kirby, 1891
  - Oxycarenus latericius Kiritshenko, 1914
  - Oxycarenus lavaterae Fabricius, 1787 – skupieniec lipowy
  - Oxycarenus longiceps Wagner, 1954
  - Oxycarenus luctuosus (Montrouzier, 1861)
  - Oxycarenus lugubris (Motschulsky, 1859)
  - Oxycarenus lusingaensis Samy, 1969
  - Oxycarenus mancini Samy, 1969
  - Oxycarenus moursii Samy, 1969
  - Oxycarenus multiformis Samy, 1969
  - Oxycarenus ngozianus Samy, 1969
  - Oxycarenus pallidipennis (Dallas, 1852)
  - Oxycarenus pubescens Walker, 1872
  - Oxycarenus rhodesianus Samy, 1969
  - Oxycarenus rubiginosus Barber, 1958
  - Oxycarenus rubrothoracicus  Zheng, Zou & Hsiao, 1979
  - Oxycarenus rufiventris (Germar, 1837)
  - Oxycarenus saniosus (Distant, 1910)
  - Oxycarenus schoutedeni Samy, 1969
  - Oxycarenus tabidus Stal, 1865
  - Oxycarenus westraliensis Malipatil, 1987
  - Oxycarenus wittei Samy, 1969
  - Oxycarenus zavattarii Mancini, 1939
  - Oxycarenus zimbabwei Samy, 1969
- podrodzaj: Pseudoxycarenus Samy, 1969
  - Oxycarenus germarii Fieber, 1852
  - Oxycarenus longirostris Samy, 1969
  - Oxycarenus maculatus Stal, 1855
  - Oxycarenus modestus (Fallen, 1829)
  - Oxycarenus proximus (Walker, 1872)